# Brestovo (Novi Pazar)
Pour les articles homonymes, voir Brestovo.
Brestovo (en serbe cyrillique : Брестово) est un village de Serbie situé sur le territoire de la Ville de Novi Pazar, district de Raška. Au recensement de 2011, il ne comptait aucun habitant.

## Démographie
| 1948 | 1953 | 1961 | 1971 | 1981 | 1991 | 2002 | 2011 |
| ---- | ---- | ---- | ---- | ---- | ---- | ---- | ---- |
| 51   | 60   | 41   | 23   | 18   | 9    | 5    | 0    |

|  |